# Грин, Уильям
Уиильям Грин 1-й баронет Марасс, Кент (4 апреля 1725 года — 10 января 1811 года) — генерал Британской армии, один из командующих британскими силами во время Большой осады Гибралтара.
Получил образование в Абердине, Шотландия; военное образование — в Королевской военной академии в Вулидже, Англия. В 1743 году начал службу в инженерных войсках. До 1752 года находился в Европе, затем был переведён в Канаду. По возвращении в Англию около 1761 года был назначен старшим инженером Гибралтара, а через год произведён в лейтенант-полковники. В 1770 стал главным инженером Гибралтара и провёл модернизацию укреплений города. В 1772 году получила воплощение его идея о замене гражданских строителей на военные подразделения, которая впоследствии привела к появлению новго рода войск. В рамках строительства новых укреплений Грин спроектировал Королевский бастион. В 1777 году он получил повышение до полковника и в качестве главного инженера пережил Большую осаду Гибралтара (1779—1783). За время осады дважды получал повышение: сначала до бригадира, затем до генерала-майора. В 1783 году вернулся в Англию; через три года получил дворянский титул, созданный специально для него. В 1786 году получил назначение главного инженера Великобритании. В 1793 году получил повышение в звании до генерал-лейтенанта, в 1798 году — до полного генерала. В 1802 году ушёл в отставку и поселился в графстве Кент, где скончался в 1811 году.